# دهان‌نخستیان
دهان‌نخستیان (Protostomia) اصطلاحی برای اشاره به تعدادی از شاخه‌های جانوران است که تصور می‌شود نیای مشترکی دارند و دهان آنها از نخستین منفذ رویانی یا منفذ تَنداله (blastula) به وجود آمده است.
اگر در جنین جانور، نخستین روزنی که باز می‌شود تبدیل به دهان شود این‌گونه از جانور، دهان‌نخستی نامیده می‌شود و اگر روزن اول در جانور تبدیل به مقعد شود آن را دهان‌دومی می‌نامند.
دهان‌نخستیان و دهان‌دومیان به همراه چند شاخهٔ کوچک‌تر جانوری تشکیل گروهی به نام دوسوئیان را می‌دهند. منظور از دوسوئیان، آن گروه از جانوران هستند که بدنشان در دو سو، تقارن دارد.